# ألبرت تايلر
ألبرت تايلر (بالإنجليزية: Albert Tyler) هو القافز بالزانة أمريكي، ولد في 4 يناير 1872 في غلينديل في الولايات المتحدة، وتوفي في 25 يوليو 1945 في هاربسويل في الولايات المتحدة بسبب ذات الرئة.

## وصلات خارجية
- ألبرت تايلر على موقع أوليمبيديا (الإنجليزية)